# Carlo Maria Cipolla
Carlo M. Cipolla (Pavia, 5 d'agost de 1922 - 15 de setembre de 2000) fou un historiador econòmic italià. Es va graduar a la universitat de Pavia el 1944, amb una tesi sobre la història de les explotacions agràries a la vall del Po.
A través de la història econòmica, amb un enfocament humanista d'aquesta, va mostrar un major interès en les causes que han provocat determinades situacions econòmiques i socials al llarg de la història, que pels fets materials i xifres concretes. Va ser també conegut pels seus articles sobre la superpoblació i els seus assajos sobre l'estupidesa humana.

## Biografia
En la seva joventut, Cipolla volia ser professor d'història i filosofia, i per això va ingressar a la facultat de ciències polítiques de la Universitat de Pavia. Mentre hi estudiava, gràcies al professor Franco Borlandi, un especialista en història econòmica medieval, va descobrir la seva passió per la història de l'economia. Consegüentment va ampliar els seus estudis a la Sorbona per llicenciar-se més tard a la London School of Economics, el 1948.
Va obtenir el seu primer lloc de professor d'història econòmica a Catània a l'edat de 27 anys, iniciant una llarga carrera acadèmica a Itàlia (Venècia, Torí, Pavia, Pisa i Fiesole) i a l'estranger. El 1953, va viatjar als Estats Units pel Programa Fulbright i el 1957 es va convertir en professor visitant a la Universitat de Califòrnia, Berkeley, on dos anys més tard va passar a ser catedràtic.
Va ser un autor prolífic, creatiu i amb diversitat d'interessos. La seva autoritat va ser sempre reconeguda en la història econòmica, especialment en la història dels diners i de la població, però va treballar també en la història de la tecnologia, l'alfabetització i els sistemes sanitaris.

Cipolla va ser rebut com a membre en diverses acadèmies prestigioses i el 1995 va rebre el premi Balzan.
“Carlo Maria Cipolla és considerat pels seus companys com el príncep de la història econòmica i el seu representant més innovador; gràcies a la seva curiositat intel·lectual, dominada per un gran rigor de pensament i mètode, i basant-se en la minuciosa recerca de les fonts, va poder combinar l'enfocament macrohistòric amb els estudis microhistòrics, en obres d'una gran originalitat i solidesa, que abracen els més diversos àmbits econòmics i culturals."

## Teoria de l'estupidesa
Cipolla va explorar el controvertit tema de l'estupidesa, formulant la famosa Teoria de l'Estupidesa, expressada per primera vegada al seu enginyós pamflet de 1988 titulat Allegro ma non troppo. No és el seu treball més formal, ni el més seriós, ni el que li va donar més prestigi acadèmic, però sí que el feu més conegut.
En aquest escrit, Cipolla desenvolupa una visió de la gent estúpida com un grup més poderós que grans organitzacions, com serien la màfia, el Complex Militar Industrial (MIC) o la Internacional Comunista. El grup dels estúpids, sense reglamentacions, líders o manifestos, aconsegueix exercir un gran efecte amb una coordinació increïble.
Al mateix llibre poden trobar-se les lleis fonamentals de l'estupidesa:
1. Sempre i inevitablement qualsevol de nosaltres subestima el nombre d'individus estúpids en circulació.
2. La probabilitat que una persona sigui estúpida és independent de qualsevol altra característica seva.
3. Una persona és estúpida si provoca danys a altres persones o grups de persones sense obtenir cap guany per a ella mateixa, o fins i tot perjudicant-se ella mateixa.
4. Les persones no estúpides subestimen sempre el potencial nociu de les persones estúpides. En especial, els no estúpids obliden constantment que en qualsevol lloc i moment, i en qualsevol circumstància, tractar i/o associar-se amb individus estúpids es manifesta infal·liblement com un error molt costós.
5. La persona estúpida és el tipus de persona més perillós que existeix. L'estúpid és més perillós que el malvat.

Per deducció, de la tercera llei, Cipolla identifica dos factors a considerar quan s'explora la conducta humana:
- Beneficis i pèrdues que un individu es causa a si mateix
- Beneficis i pèrdues que un individu causa als altres

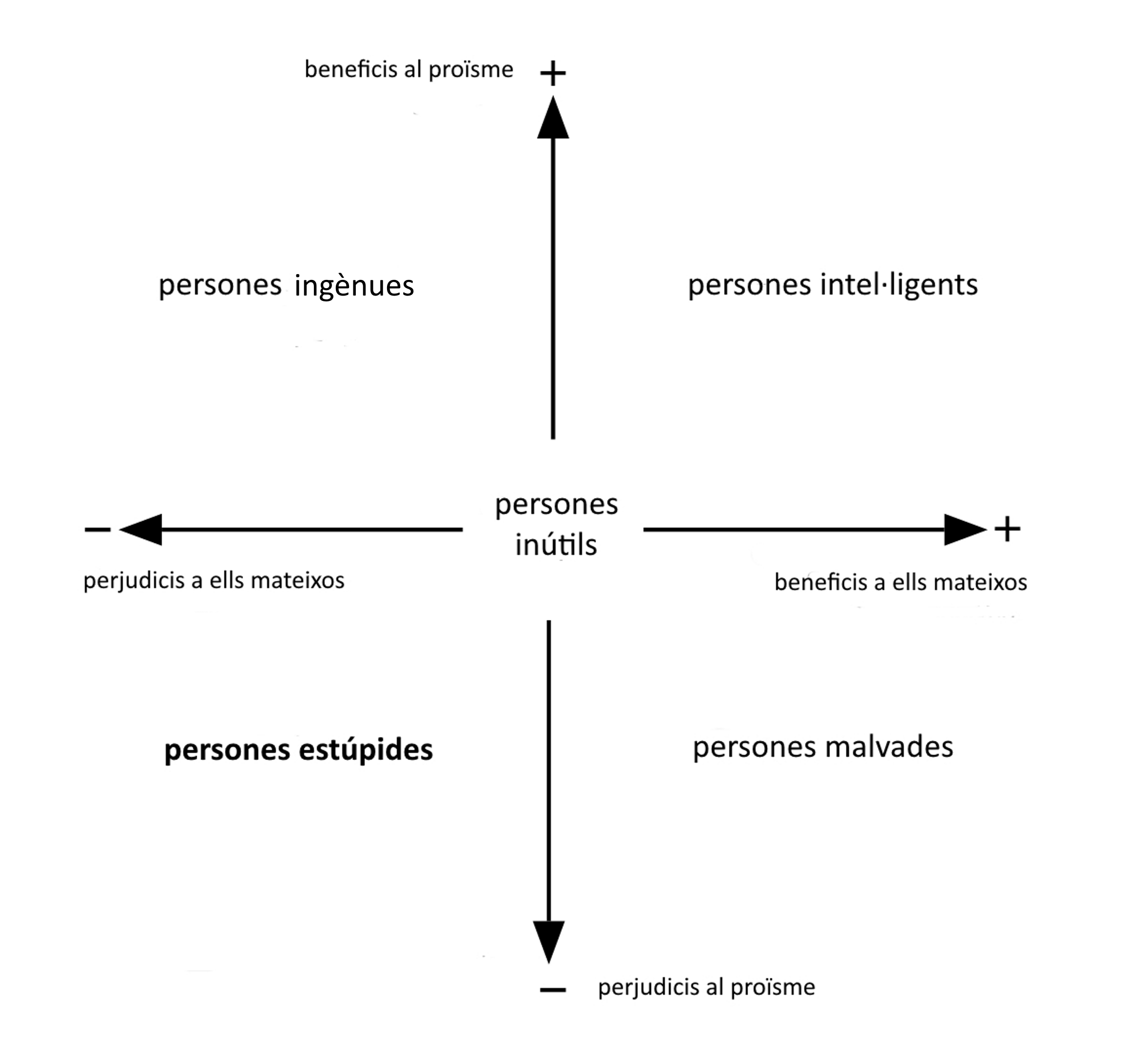
Gràfic de l'estupidesa segons en Cipolla

Crea un gràfic en el qual col·loca el primer factor en l'eix x i el segon en l'eix y. Es poden obtenir quatre grups d'individus:
1. Intel·ligents. Les seves accions els beneficien a ells però també als altres.
2. Ingenus / Desgraciats. Són aquells que duen a terme accions que suposen una pèrdua per a ells però un guany per a algú altre.
3. Malvats. Actuen sempre en el seu benefici, encara que això comporti causar algun perjudici a algú altre.
4. Estúpids. Perjudiquen els altres i a si mateixos. Les seves accions absurdes fan mal sempre als altres sense que ells hi guanyin res: al contrari, molt possiblement ells també en sortiran perjudicats: són els que Cipolla classifica com a superestúpids.

D'altra banda, les tres primeres categories es comuniquen i poden intercanviar-se. Per exemple, una persona intel·ligent pot comportar-se ocasionalment com a desgraciada o com a malvada; el malvat pot tenir un descuit que el faci actuar com un desgraciat i és perfectament possible que un desgraciat es comporti puntualment amb intel·ligència. Tot això, perquè, en qualsevol dels tres casos, estem parlant de persones que actuen racionalment, de manera que els seus comportaments, fins i tot encara que resultin moralment reprovables, segueixen una lògica comprensible. L'estúpid, en canvi, és intransferible a cap altra categoria i actua sempre amb una coherència estremidora: és estúpid tothora i en qualsevol situació, i no té objectius ni finalitats a partir dels quals es puguin avaluar els seus actes. És temible perquè és imprevisible: l'única cosa segura és que acabarà fent mal per allà on passi.
Altrament, en Cipolla perfecciona la seva definició de "bandits" (malvats) i "gent ingènua" en assenyalar que els membres d'aquests grups poden augmentar o perjudicar el benestar general, depenent dels guanys (o pèrdues) relatius que provoquin a ells mateixos i a la societat. Un bandoler pot enriquir-se més o menys del que empobreix la societat, i un ingenu pot enriquir la societat més o menys del que s'empobreix i/o es deixa empobrir.
Gràficament, aquesta idea es representa amb una línia de pendent -1, que divideix el segon i el quart quadrant i talla l'eix y a l'origen. La gent ingènua a l'esquerra d'aquesta línia és, per tant, "semi estúpida", perquè la seva conducta crea/permet un drenatge net del benestar social; alguns bandits també poden encaixar amb aquesta descripció, tot i que molts bandits (com els sociòpates, psicòpates i "idiotes" no patològics i amoralistes) poden actuar amb ple coneixement de les conseqüències negatives netes per a una societat amb la qual ni s'identifiquen ni els importa.

## Obres
- Studi di Storia della Moneta (1948)
- Mouvements monétaires dans l'Etat de Milan (1951)
- Money, Prices and Civilization (1956)
- L'avventura della lira (1958)
- Storia dell'economia italiana: Saggi di storia economica (1959)
- Economic History of World Population (1962)
- Guns and Sails in the Early Phase of European Expansion (1965)
- Clocks and Culture (1967)
- Literacy and Development in the West (1969)
- The economic decline of empires (1970)
- European culture and overseas expansion (1970)
- Economic History of Europe (1973)
- The technology of man: A visual history (1980)
- Fighting the Plague in Seventeenth Century Italy (1981)
- The Monetary Policy of Fourteenth Century Florence (1982)
- Allegro ma non troppo (1988)
- Between Two Cultures: An Introduction to Economic History (1992)
- Before the Industrial Revolution: European Society and Economy, 1000-1700 (1994)
- Las máquinas del tiempo y de la guerra. Estudios sobre la génesis del capitalismo (Barcelona: Ed. Crítica, 1999)